# Paratriatoma
Paratriatoma is een geslacht van wantsen uit de familie van de Reduviidae (Roofwantsen). Het geslacht werd voor het eerst wetenschappelijk beschreven door Barber in 1938.

## Soorten
Het genus is monotypisch en bevat alleen de volgende soort:

- Paratriatoma hirsuta Barber, 1938